# François Colcombet
Pour les articles homonymes, voir Colcombet.
François Colcombet, né le 1er septembre 1937 à Dompierre-sur-Besbre (Allier) et mort le 3 avril 2023 à Paris, est un magistrat, syndicaliste et homme politique français.
Cofondateur du Syndicat de la magistrature, directeur de l'Éducation surveillée entre 1983 et 1986, il est membre de la Cour de justice de la République pendant plusieurs années. Membre du Parti socialiste. Il est maire de Dompierre-sur-Besbre de 1983 à 2008 et député de la première circonscription de l'Allier de 1988 à 1993 puis de 1997 à 2002.

## Biographie

### Carrière professionnelle
François Colcombet est un magistrat, conseiller à la Cour de cassation, cofondateur du Syndicat de la magistrature dont il a été président de 1973 à 1974.
Premier délégué interministériel chargé de la lutte contre la toxicomanie (1982-1983), il est ensuite directeur de l'Éducation surveillée au ministère de la Justice (1983-1986).
Il a été membre de la Cour de justice de la République (CJR) pendant plusieurs années en tant que juge titulaire, et participe à l'Affaire du sang contaminé en février et mars 1999, où comparaissaient 3 anciens ministres (Laurent Fabius, Georgina Dufoix et Edmond Hervé).
Il a fondé avec le sénateur Jean-Pierre Michel et l'ancien ministre Alain Vivien le Comité français pour un Iran démocratique (CFID).

### Mandats politiques
François Colcombet a exercé différents mandats locaux ou nationaux : maire de Dompierre-sur-Besbre de 1983 à 2008, il a également été conseiller général de l'Allier (canton de Dompierre-sur-Besbre) de 1985 à 2004.
Il a représenté la première circonscription de l'Allier à l'Assemblée nationale à deux reprises, de 1988 à 1993, puis de 1997 à 2002.
Co-auteur avec Arnaud Montebourg d'un rapport parlementaire sur les tribunaux de commerce, il est aussi auteur et rapporteur d'une proposition de loi, non votée, tendant à la suppression du divorce pour faute.
Il préside à partir de 2003 la Convention pour la sixième République. Fervent partisan d'Arnaud Montebourg, François Colcombet n'en a pas moins défendu le oui au référendum sur la Constitution européenne de mai 2005.

### Mort
François Colcombet meurt le 3 avril 2023 à Paris.

## Décoration
Commandeur de l'ordre national du Mérite

## Publications
- Les tribunaux de commerce : Une justice en faillite ? avec Arnaud Montebourg, Michel Lafon, 1998
- Modeste contribution d'un préfet de l'Allier à l'histoire de France, Bleu autour, 2000
- La République nous appelle, Bleu autour, 2002
- Où va l'Iran ? Regards croisés sur le régime et ses jeux d'influence, Autrement, 2017
- Journal intime de l'Allier, Bleu autour, 2023

### Autres
- Postface de Visites aux Paysans du Centre (1907-1934), Daniel Halévy, Bleu autour, 2012
- Postface de Allen, Valery Larbaud, Bleu autour, 2016
- Postface de Le Braconnier de Dieu, René Fallet, Bleu autour, 2020